# Sypex Dumper
Sypex Dumper [са’йпэкс да’мпер] — это веб-приложение, написанное на языке PHP, предназначенное для создания резервных копий баз данных СУБД MySQL, а также восстановления в случае необходимости базы данных из резервной копии. Дампер оптимизирован для максимальной скорости работы, а также работы с большими базами данных, объёмом в сотни мегабайт.
В версии Sypex Dumper 2 улучшена скорость работы и функциональность программы, добавлены функции для работы с базами данных и обслуживания таблиц. Кроме того, реализована возможность запуска из командной строки и по расписанию (cron).
Sypex Dumper создан специалистами украинской компании «БІНОВАТОР» и распространяется по лицензии BSD. Проект на данный момент времени локализирован на 19 языках.
Является альтернативой таким инструментам, как MySQLDumper и phpMyBackupPro.

## Основные возможности
- создание резервной копии и восстановление базы данных MySQL без использования сторонних программ, только чистый PHP;
- работа с базами данных любых размеров (от нескольких килобайт до тысяч мегабайт), в связи с этим вся работа с файлами бэкапа осуществляется по FTP, но download возможен и с помощью менеджера загрузки (Download Master, Reget и др.);
- высокая скорость работы (в 5-8 раз быстрее phpMyAdmin);
- поддержка двух форматов сжатия файлов (Gzip и Bzip2), а также разной степени сжатия для GZip;
- удобный Web 2.0 интерфейс с AJAX;
- работа в несколько этапов (для обхода ограничений во времени);
- специальный формат файла с мета-информацией;
- сервисные функции MySQL (проверка, оптимизация, починка);
- работает на Windows и Linux;
- умный бэкап с постпроцессингом;
- умная работа с кодировками (автоматическое переключение кодировки соединение);
- сохранение задач для быстрого использования;
- автоудаление старых файлов;
- кастомные (пользовательские) авторизации;
- контроль процесса (стоп/пауза/продолжение);
- возможность работы нескольких пользователей с одной копией скрипта;
- компактный (около 150 КБ);
- легко устанавливается и настраивается;
- небольшой расход памяти при работе.

## История создания
Создал дампер программист из Киева — zapimir, когда понадобилось быстрое и простое решение для резервного копирования СУБД MySQL, при этом акцент делался на работе с большими базами, бэкап которых популярная утилита phpMyAdmin не могла сделать.
Первая версия появилась под названием Site Keeper Dumper и входила в состав CMS автора. В течение нескольких месяцев эксплуатации дампер отлично зарекомендовал себя. В нём были устранены некоторые ошибки и увеличено быстродействие. Спустя некоторое время было принято решение сделать эту утилиту доступной свободно.
2 февраля 2003 года вышла первая публичная версия Site Keeper Dumper 1.0.4, а 1 марта 2006 года программа сменила название на Sypex Dumper Lite.
Основное преимущество дампера по сравнению с конкурирующими продуктами состояло в том, что автор из Украины был хорошо знаком с проблемами, возникающими при работе с кириллическими кодировками в MySQL 4.1 и выше. Поэтому дампер, начиная с версии 1.0.8, содержал в себе дополнительные инструменты для исправления часто возникающих проблем.
15 октября 2009 года после долгого затишья вышла версия 2. Она была полностью переделана, интерфейс стал использовать современные технологии (AJAX, CSS спрайты и т. п.), внутренняя структура тщательно оптимизирована. Также появилась поддержка многоязычности (до этого дампер распространялся только на русском языке).